# Старі Броди
Старі́ Бро́ди — південно-східна частина міста Броди на Львівщині, колишнє підміське село.

## Географія
Старі Броди розташовані в клині річок Бовдурка та Суховілка, що колись були повноводними. У 1982 році тут було виявлено сліди броду-переправи через болото — двухсотметровий піщаний насип. 
Урочища:
- Голда — неіснуючий пагорб, який знаходився в районі сучасного в’їзду на Старі Броди з боку Львова (вважається найбільш ймовірним місцем розташування руського городища).
- Горбки — присілок Старих Бродів, район сучасної вул. Підберезної.
- Заставки.
- За Коморою.
- Липки — так називалась у минулому територія, обсаджена липами, на якій наприкінці 1920-1930-х років знаходився стадіон «Богун». Тут традиційно проводились різноманітні національні свята, фестини, політичні віча міста Броди та Бродського повіту. В урочищі у 1995 році споруджено храм Собору Пресвятої Богородиці.
- Новиччина — частина Старих Бродів від місця, де колись стояла дерев'яна церква Собору Пресвятої Богородиці і Святої Теклі до межі з Дітківцями, що колись була самостійним присілком.
- Піски.

## Геральдика
На урядовій печатці старобрідської громади був герб села — схрещена коса та граблі сполучені серпом, а по колу напис: «Старі Броди враз з Новиччиною».

## Населення
| 1880 | 1 703 | 783 | 550 | 369 |
| 1914 | 2 254 |     |     |     |
| 1931 | 2 423 |     |     |     |
| 1939 | 1 668 | 588 | 965 | 102 |

## Історія
На південному сході Бродів розташоване його передмістя — колишнє село Старі Броди. Це поселення є набагато давнішим від самих Бродів, оскільки на це вказує його назва, а також підтверджують численні археологічні знахідки та дослідження, що проводилися у цій місевості. Тут, у районі сучасних вулиць 22 Січня та Полуботка, сходяться колись повноводні річки Суховілка та Бовдурка, існували місця переправи через ці річки та довколишні болота — так звані «броди», що й дали назву цьому поселенню.
Під час археологічних досліджень у 2017 році в урочищі Заставки було виявлено поселення кам'яної доби, а також поховання Висоцької культури. Скоріш за все, поблизу було й поселення цієї культури, але його не було виявлено, найімовірніше, що його знищено навколишньою забудовою. Натомість, в урочищі За Коморою, поблизу залізничної колії, виявлено поселення висоцької культури. Розкопки в урочищі Заставки, свідчать про те, що вже тоді існували торговельні відносини (зв'язки) між місцевими племенами готів та Римською імперією. Тоді ж само в урочищі Горбки виявлено поселення черняхівської культури. Численні знахідки поселень ранньослов'янських племен II—IV століття дають підставу твердити, що в клині між Заставками та золочівським і підкамінським шляхами існували давні поселення і саме з них починається історія давніх Бродів.
В період Київської Русі на території Старих Бродів існувало поселення, вперше згадане у «Повчанні Володимира Мономаха своїм дітям» (1084). Тут відбулися дві великі зустрічі між київським, на той час чернігівським, князем Володимиром Мономахом та волинським — Ярополком Ізяславичем (1084, 1085). Є підстави твердити те, що ця подія відбулась саме на території Старих Бродів, в урочищі «Під Коморою». На честь цієї події 14 вересня 1984 року відкритий пам’ятний знак на честь 900-річчя Бродів. Вважається, що у 1241 році поселення Броди було знищене татарськими ордами хана Батия, але безпосередніх доказів (писемних згадок чи археологічних знахідок), котрі підтверджували цей факт немає.
Наступні згадки про поселення Броди датуються XIV—XV століттями, що на той час входило до складу так званого «Олеського ключа». По смерті короля об'єднаного Руського королівства Юрія II Болеслава, Олеський замок разом з навколишніми землями («Олеський ключ») у 1340 році перейшли до литовсько-руського князя Любарта Ґедиміновича, який став останнім королем Руського королівства. 1366 року мав сутички з поляками, втримав частину Волині, але втратив на користь Казимира ІІІ Холмську, Белзьку землі та Володимир. Після польського походу Любарт уклав договір з польським королем Казимиром Великим, за яким останньому відходили Олеський замок разом з округою й до 1382 року перебували у власності польських та угорських королів. 
У 1432 році Брідщину, як складову частину колишнього Галицько-Волинського князівства, було прилучено до новоствореного Руського воєводства у Королівстві Польському, а саме поселення Броди відійшло до його Львівської землі. У 1441 році польський король Володислав ІІІ Варненчик привілеєм надав шляхтичу Іоану Сененському за вірну службу та оборону руських земель від татар у володіння землі так званого «Олеського ключа». До 1580 року поселення належало Сененським, але через значні борги нащадки Іоана Сененського вимушені були продати частину володінь, у тому числі й Броди, воєводі белзькому Станіславові Жолкевському. 
Станіслав Жолкевський, у статусі нового власника цих володінь, для убезпечення від набігів татарів, вирішує між селами Броди та Лагодовим на острові (нині — Островчик знаходиться у межах міста), що розташовувався посеред ставу Копень (на думку Дмитра Чобота, цей став міг входити до складу системи ставів, які давніше сприймали як Амадоцьке озеро) за його сприяння було споруджено замок. Поряд новий дідич вирішив закласти місто, яке пізніше, як і замок постановив назвати Любичем — за назвою родинного гербу Жолкевських та будувати костел святого Станіслава. Нова назва населеного пункту швидко поширилося на все поселення, знане колись, як Броди, а поселення, що існувало до спорудження замку — стали Старими Бродами. У відомостях XV століття згадуються як Тріброди, а від XVI століття — с. Броди. Так, на спеціальній карті військового картографа Боплана, виданій 1650 року Броди були позначені двічі: «Brodi», що відповідає місцю знаходження місцевості Старі Броди та «Brody» — сучасна центральна частина Бродів. 
Протягом 1580—1939 років бродівський замок з навколишніми селами (разом зі Старими Бродами) були у власності родин Жолкевських, Конецпольських, Собеських, Потоцьких, Молодецьких.
Прокладання залізничної колії до Бродів, спорудження вокзалу та розбудова ряду промислових об’єктів у південній частині міста наприкінці ХІХ — початку ХХ століть дала відчутний поштовх у розвитку Старих Бродів. Так, до початку першої світової війни, у порівнянні з іншими повітовими містами Галичини, в межах Старих Бродів було збудовано найбільша кількість промислових підприємств. За даними опису 1880 року тут працювали паровий та вальцевий млини, дві фабрики рому та лікерів, дистилярня спирту, фабрика свічок, рафінерія нафти, миловарня та лоївня, виробництво терпентини, оцту та пудри, броварня, вапнярня, парова прядільня та костярня, а також діяла перша в регіоні фабрика води колонської «Леліва», власницею якої була графиня Марія Тишкевич.
Наприкінці XIX століття власником одного з маєтків на Старих Бродах, що знаходився за урочищем Заставки, став спольщений німець промисловець Артур Шнель. Це був фільварок з палацом та великим парком. За радянських часів у палаці містилася адміністрація та казарма обслуговчого персоналу, а на території парку — приміщення сховища авіаційних боєприпасів. Неподалік, при межі урочища Новиччина та села Дітківців знаходився маєток баронеси Юлії Радзейовської, що був знищений під час першої світової війни. 
У 1900 році на східному боці золочівського шляху, на Старих Бродах споруджений найбільший бродівський паровий млин. Це була шестиповерхова споруда з потужностями, що дозволяли перемелювати близько десяти вагонів пшениці на добу. Млин згорів під час першої світової війни, коли у 1915 році російські війська, відступаючи, підпалили споруду.
1 листопада 1918 року, як наслідок боротьби українського народу за незалежність, після поразки Австро-Угорщини у першій світовій війні та розвалу багатонаціональної Габсбурзької монархії у Бродах та околицях було встановлено українську владу. Підрозділи УСС оволоділи містом, попередньо загін хорунжого С. Орищина зумів нейтралізувати полк угорської артилерії на залізничній станції «Броди». З цим були не згодні місцеві поляки, які в українцях бачили вже не друзів, а ворогів. Так, 3 листопада 1918 року, польські загони, сформовані в лісах під Язлівчиком з метою проведення збройного виступу з встановленням польської влади у Бродах. Підрозділи УСС очолювані старобрідщанином Миколою Лящуком після нетривалого бою оточили поляків та примусили їх здатися у полон. Українська влада на чолі з війтом-комісаром Миколою Сакалюком проіснувала на Старих Бродах до 22 травня 1919 року, а 23 травня того ж року, в результаті наступу польської армії, до Бродів увійшли передові частини армії генерала Юзефа Галлера. І хоча в результаті Чортківської офензиви частинами Першого Корпусу УГА 23 червня того ж року Броди й околиці знов було звільнено, але вже 28 червня місто знову було захоплено поляками. 
За різними підрахунками у подіях Перших визвольних змагань українського народу 1917—1921 років взяло участь 25 старобрідщан (у тому числі 8 старшин), які служили переважно в підрозділах УГА.
Розпорядженням міністра внутрішніх справ Польщі від 14 жовтня 1933 року сільські ґміни Старі Броди, Фільварки Великі, Фільварки Малі та Смільне Бродського повіту було включено до складу міської ґміни Броди.
Під час другої світової війни у лавах різних військових формувань служили 69 старобрідщан. Так, у польському війську їх налічувалося 12, Червоній армії — 12, народній (порядковій) міліції — 7, німецькому війську — 12, дивізії «Галичина» — 16 та УПА — 10 осіб.
У повоєнні роки Старі Броди були центром однойменної сільської ради, головою якої був Омелян Луміковський. До 1965 року Старі Броди мали статус села, а межею між містом та селом був місток біля колишнього комбікормового заводу при сучасній вул. 22 Січня. Старобрідська сільська рада була ліквідована Указом Президії Верховної Ради Української РСР від 7 червня 1965 року, а село Старі Броди з присілками Заставки та Парцеляція приєднано до міста Броди

## Історичні пам'ятки

### Культові споруди
Дерев'яна церква Собору Пресвятої Богородиці і Святої Теклі була збудована 1743 році в гуцульському стилі з великою банею у середині. Посвячена була на честь святої Теклі, найімовірніше, так багатий власник маєтку, чиїм коштом була збудована церква, хотів увічнити пам'ять своєї померлої дружини або дочки. У 1819 та 1907 роках проведено реконструкції храму, а 1928 року — придбаний дерев’яний престол, вирізьблений майстром Наконечним з Кам’янки Струмилової. У 1932–1934 роках церкву розмалювали майстри Олександр з Дітківців, його син, Луків та брат тодішнього пароха В. Гаврилюк. Під час війни в неї влучив снаряд і церква згоріла. Збереглася лише дерев'яна дзвіниця, яка нині потребує реставрації. 2010 року поруч з місцем при вул. Старобрідській, де колись стояла церква, встановлена невеличка каплиця.
Жіночий монастир Служебниць з каплицею (вул. Низька, 17) 
 
В цьому будинку при сучасній вул. Низькій у першій половині XX століття містився кляштор та каплиця сестер Служебниць. Після того як під час війни згоріла дерев'яна церква Собору Пресвятої Богородиці, то у монастирській каплиці протягом  1944-1946 років проходили служби греко-католицького обряду. Монастир був закритий у 1946 році, а нині у цьому приміщенні міститься Бродівський ДНЗ № 6 «Теремок».
Синагога (вул. Тернопільська) 

У 1930-х роках на Старих Бродах (в межах сучасної вул. Тернопільської) була споруджена синагога. Під час другої світової війни божниця зазнала значних руйнувань, а по війні її будівля була розібрана.
Храм Собору Пресвятої Богородиці (вул. Тернопільська, 29-А) 

Будівництво храму велося у 1991-1995 роках в урочищі «Липки». Храм Собору Пресвятої Богородиці з престольним празником святої Теклі Первомучениці освячено 6 серпня 1995 року. Чин освячення церкви здійснив Преосвященніший Владика Михаїл Колтун. Парафія належить до УГКЦ.

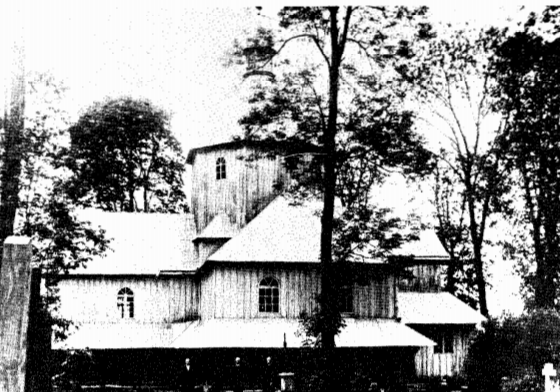
Дерев'яна церква Собору Пресвятої Богородиці і Святої Теклі
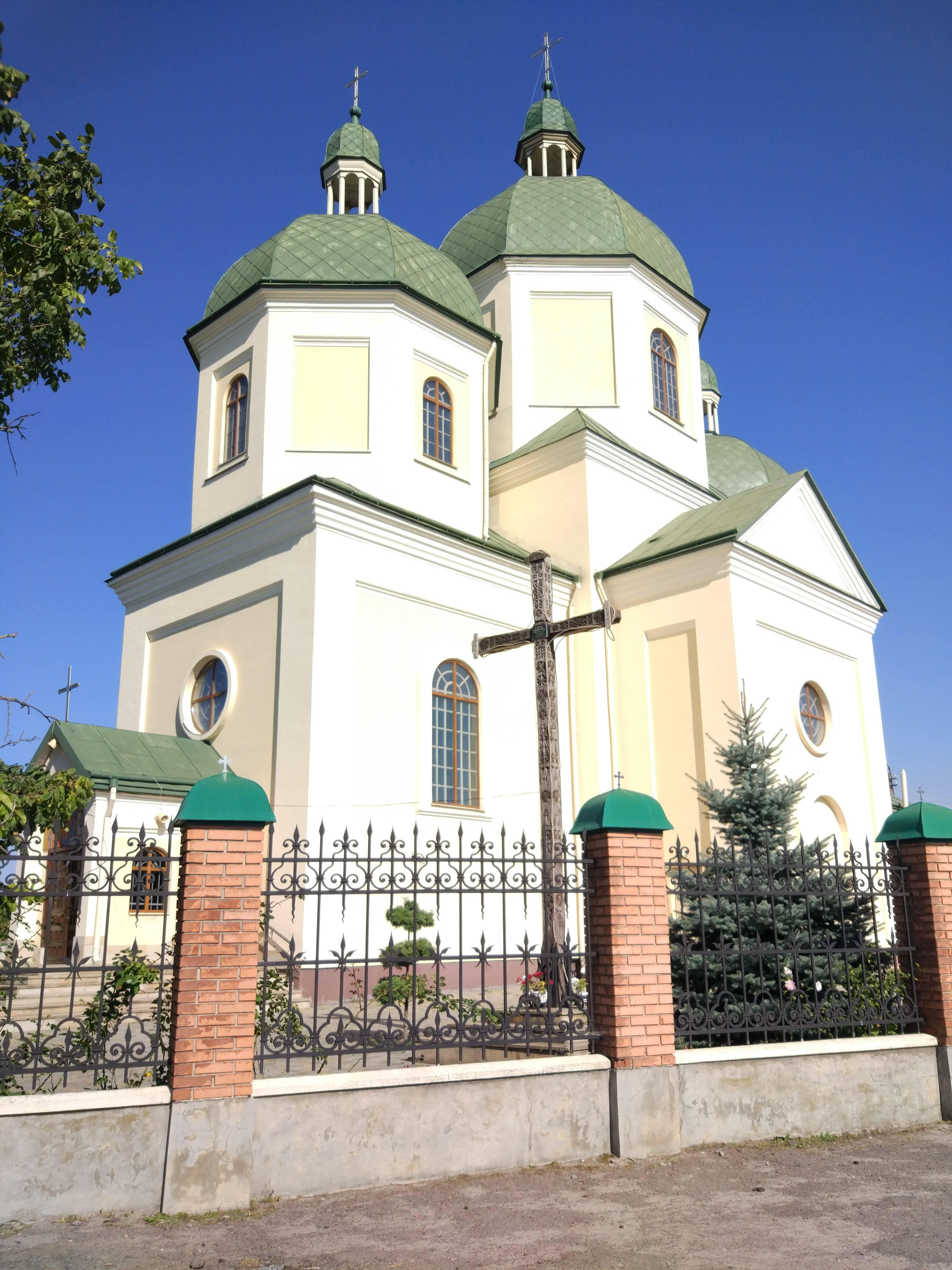
Храм Собору Пресвятої Богородиці

### Пам'ятки архітектури
Палац графів Тишкевичів (вул. Низька, 15) 

Пам'ятка архітектури місцевого значення № 678-М

Палац графів Тишкевичів, споруджений у 1912 році у стилі неокласицизму, на місці більш старішого. Являє собою одноповерхову споруду з використаним цокольним поверхом та коридорною структурою плану. Головний вхід виділений виступаючою колонадою тосканського ордеру, що підтримує кам’яний балкон мансардового поверху, з виділеним мурованим, рустованим входом на балкон, який завершено фігурним фронтоном, оздобленим профільованим карнизом та пілястрами. Тимпан фронтону декорований ліпними елементами рослинного характеру. Балясини балкону виконані з кам’яного литва. Пілястри першого поверху рустовані. Віконні прорізи з обрамленням .
Споруда «пережила» першу світову війну та міжвоєнний період, але з приходом радянської влади 1939 року була націоналізована. А під час відступу радянських військ у 1941 році усе внутрішнє палацове оздоблення, меблі, картинна галерея та скульптури були вивезені. Дивом збереглися багата ліпнина фасаду, балконна група та геометрія віконних прорізів. Під час другої світової війни споруда зазнала часткової руйнації, але за короткий час була відновлена. По війні тут відкрилася контора Бродівського держлісгоспу, яка міститься тут й донині. На початку 2000-х років завдяки ентузіазму та старанням співробітників Бродівського лісового господарства проведено ремонт будівлі, під час якого оновлено покрівлю, фасад наново пофарбований стійкою до погодних змін фарбою.

### Пам'ятники, пам'ятні знаки
Під час урочистого відзначення 900-літнього ювілею міста 14 вересня 1984 року на вул. Міцкевича було урочисто відкрито пам’ятний знак на честь 900-річчя Бродів. Авторами пам’ятки є львівські скульптори Еммануїл Мисько та Богдан Романець. У 1987 році внесений до реєстру пам’яткою монументального мистецтва місцевого значення під охоронним № 1443.
Біля залізничного переїзду, що на вул. 22 Січня, 4 травня 2011 року встановлено та освячено відновлену коштом залізничників Бродівської ділянки колії, фігуру покровителя пожежників Святого Флоріана.
Поблизу старобрідського цвинтару в урочищі Липки, при сучасній вулиці Старобрідській, на приватній ділянці стоїть фігура Святого Івана Хрестителя або ж фігура колективної обітниці — найстаріший пам'ятник на території міста Броди, встановлений ще 1845 року. Потребує ґрунтовної реставрації. Біля входу на новий цвинтар, при сучасній вулиці Тернопільській, розташований пам'ятник на символічній курган-могилі «Борцям за волю України», насипаній у 1942 році силами громади Старих Бродів.
Навпроти головного входу до контори Бродівського держлісгоспу, що на вул. Низькій, за радянських часів встановлено статую оленя.

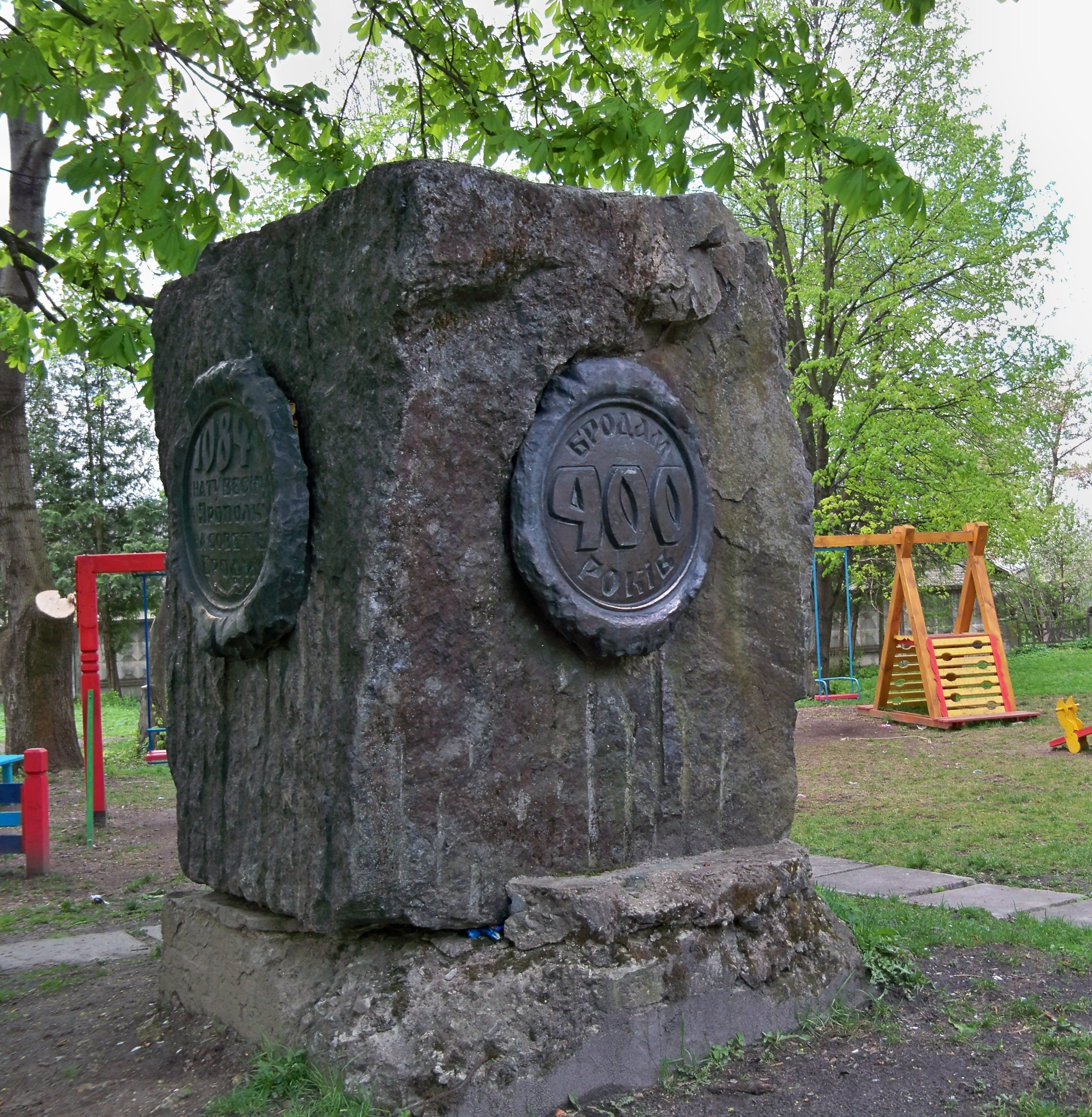
Пам’ятний знак на честь 900-річчя Бродів у сквері при вул. 22 Січня
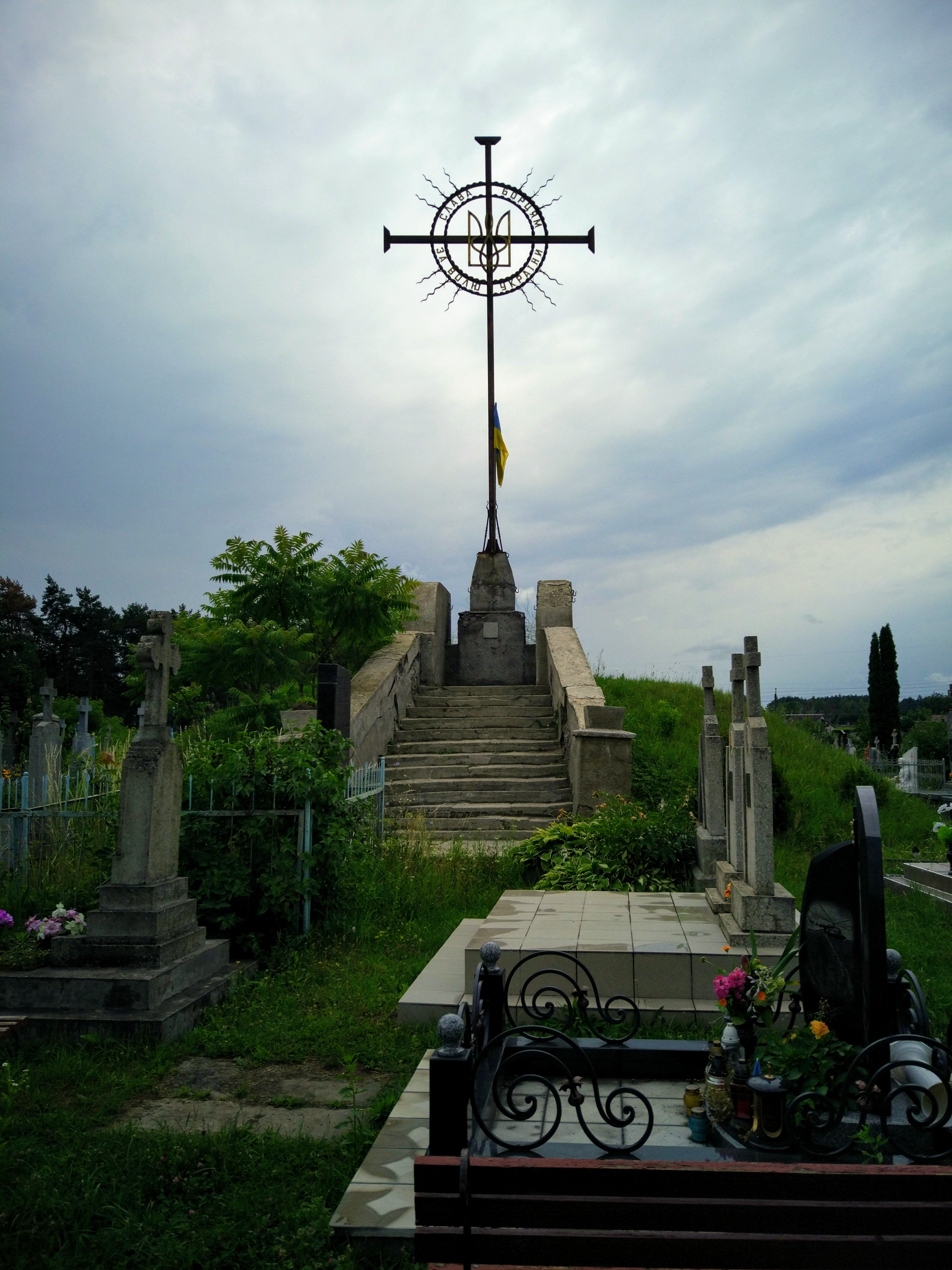
Пам’ятник на символічній курган-могилі Борцям за волю України
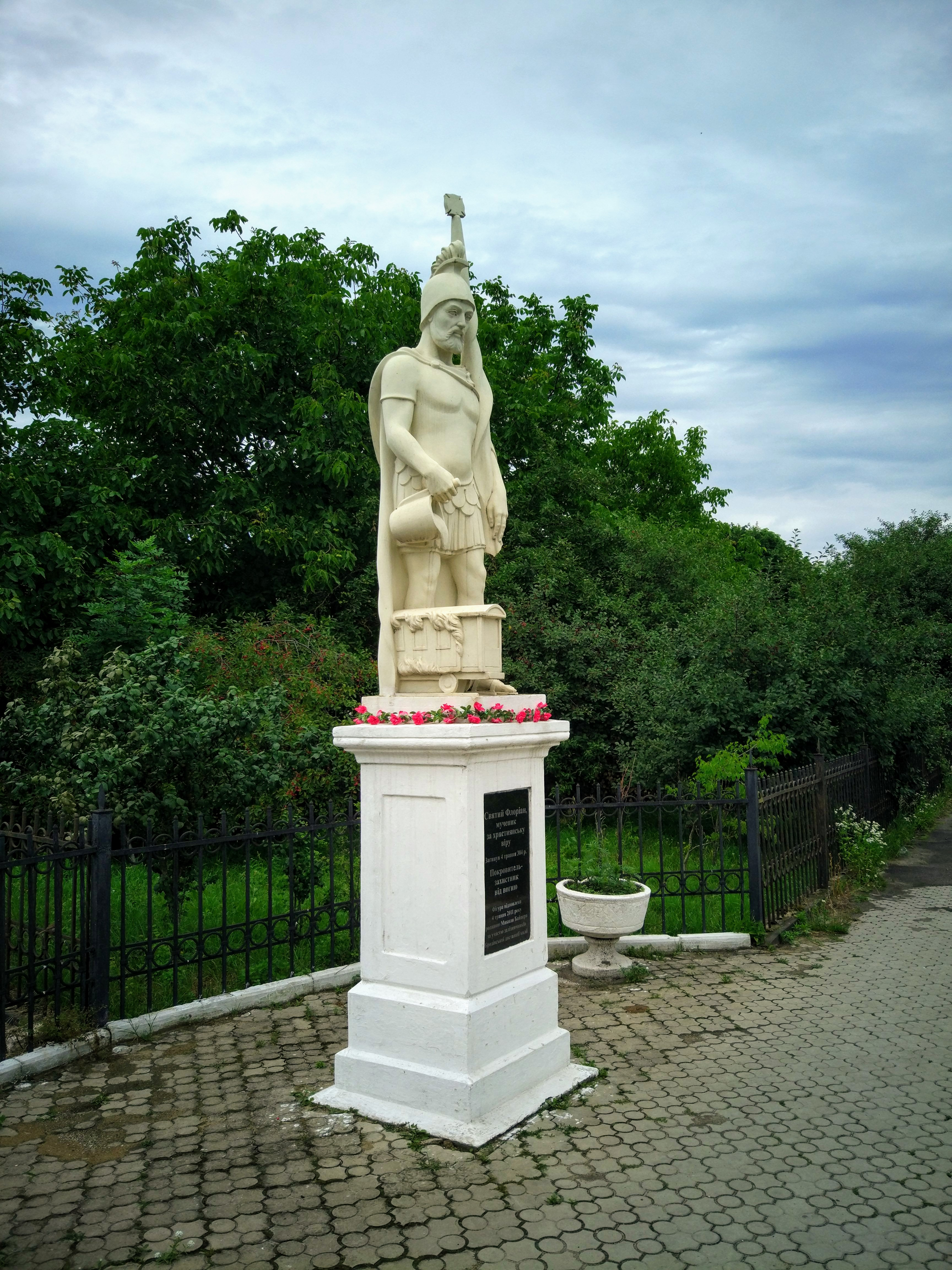
Фігура святого Флоріана, встановлено біля залізничного переїзду
Статуя оленя навпроти контори Бродівського держлісгоспу

### Меморіальні (пропам'ятні) таблиці
21 липня 1879 року на Старих Бродах перед будинком на місці фільварку Бродівської економії, де народився відомий польський драматург і педагог Юзеф Коженьовський старанням Галицького Педагогічного Товариства встановлена пам'ятна таблиця, з написом: «В цьому будинку народився Юзеф Коженьовський, романіст і драматург». У жовтні 1935 року бродівський маґістрат поновив таблицю. На жаль, табличка до наших днів не збереглася, оскільки під час бойових дій першої світової війни будинок був знищений.

## Освіта
Перші відомості про старобрідську школу датовані 1879 роком. Того року на Старих Бродах відкрилася двокласна початкова школа, збудована на громадській землі, де на той час вже була невеличка господарська школа. У 1880 році у школі навчалося 89 дітей. У 1912 році громада села за сприяння графині Тишкевич спорудила нове двоповерхове приміщення трикласної школи з вежею, на якій знаходився годинник. Годинник працював лише три роки, оскільки під час першої світової війни російськими вояками було викрадено годинниковий механізм. На той час управителем школи був Василь Чередарчук. Через нестачу місця для усіх охочих навчатися у школі та завдяки війтові М. Міськевичу на початку 1920-х років старобрідська трикласна школа стала семикласною. У міжвоєнний період дітей навчали польські та спольщені «русинські» вчителі. Нині освітню традицію старобрідської школи продовжує Бродівська середня загальноосвітня школа № 4. На фасаді старого корпусу школи у 1977 році була встановлена меморіальна таблиця на честь майора Червоної армії О. І. Кобелєва, що загинув в боях за Броди у 1944 році. На сусідній вул. Низькій, у приміщенні колишнього монастиря сестер служебниць, від радянських часів для найменших мешканців Старих Бродів працює дитячий садок «Теремок» (Бродівський ДНЗ № 6).

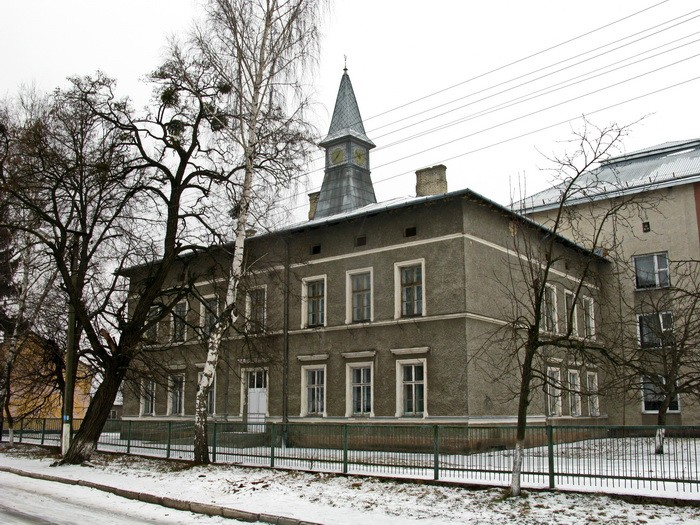
Австрійський корпус старобрідської школи (1912)

## Громадське життя
Найвідомішою та найдавнішою громадською організацією, яка діє на теренах Старих Бродів від початку ХХ століття є товариство «Просвіта». Історія її діяльності на Старих Бродах розпочинає свій відлік від часу заснування читальні «Просвіти» в хаті місцевого мешканця Юнака у 1913 році. При заснованій читальні «Просвіти» відкриваються курси для неграмотних та малограмотних селян, різні творчі гуртки, але праця була перервана початком першої світової війни та подальшою російською окупацією краю.   
По війні діяльність старобрідської читальні «Просвіта» була відновлена. Для цих потреб було винайняте приміщення в будинку Івана Лящука, де читальня під керівництвом Петра Орищина пропрацювала до 1924 року. Наступником Орищина був поштовий урядник Петро Чорнобай, за якого читальня вже знаходилася у будинку Левчихи. У 1930 році збудовано новий просторий будинок «Просвіти» з театральною залою та двома кімнатами. У подальші роки старобрідською читальнею керували Пилип Богдан, о. Володимир Кармазин, Володимир Богдан та Василь Страхалюк. При читальні було організовано сільський хор, театральний аматорський гурток, дитячий садок, курси провідниць (виховательок) садочків та засновано бібліотеку. Місцева молодь брала участь у різноманітних гуртках та молодіжних організаціях. Шкільна молодь належала до Католицької Акції Української Молоді, а старша молодь до руханково-пожарного товариства «Луг».
Під час першої радянської окупації було заарештовано багато представників різних проукраїнських організацій. Так у грудні 1940 року окупаційна влада провела масові арешти серед свідомої старобрідської молоді. Було заарештовано семеро старобрідщан і усі вони загинули в катівнях НКВС у Львові — в тюрмі на Лонцького та Бригідках. В пам'ять про загиблих старобрідщан, 1942 року біля нового цвинтару, що в урочищі «Липки» була насипана символічна курган-могила.
Під час німецької окупації діяльність читальні була відновлена. 30 червня 1941 року у Львові членами ОУН (б) було проголошено акт відновлення Української Держави та створено органи українського самоуправління, але вже на початку липня 1941 року окупаційна влада заборонила діяльність українських органів влади. Проведено масові арешти членів ОУН. Культурно-просвітницька робота в селі тривала й надалі не зважаючи на ці події, але чисельність активних учасників, особливо серед місцевої молоді, неупинно зменшувалася. З поверненням радянської влади у 1944 році читальня «Просвіти» була остаточно закрита і відновила свою діяльність вже після набуття Україною незалежності.

## Відомі люди
Народилися
- Юзеф Коженьовський — польський письменник, драматург, педагог. Його іменем названа вулиця на Старих Бродах, де колись знаходився фільварок економії, у якому він народився.

Люди, пов'язані зі Старими Бродами
- Ігор Зварич — український політик, президент Української асоціації хутровиків, народний депутат України V, VI скликань, доктор політичних наук, кандидат економічних наук.[33]
- Ізидор Кабаровський — директор Брідської семикласної школи.[34]
- Іван Камінський (1912-1941) — диригент церковного і світського хорів, керівник драматичного гуртка у Старобрідській школі. З приходом більшовицької влади у 1939 році був на посаді управителя Народної школи в Гаях Старобрідських. Заарештований того ж року. Загинув 1941 року у в'язниці «Бригідки» у Львові[35].
- Джозеф Конрад (Коженьовський) — англійський письменник польського походження. Під час подорожі з Великої України до Західної Європи він у 1868 році зупинявся у фільварку економії, що тоді знаходився при дорозі до залізничної станції[36].
- Оксана Линів — українська диригентка. Перша жінка-головний диригент Опери та філармонійного оркестру в місті Ґрац.

## Галерея

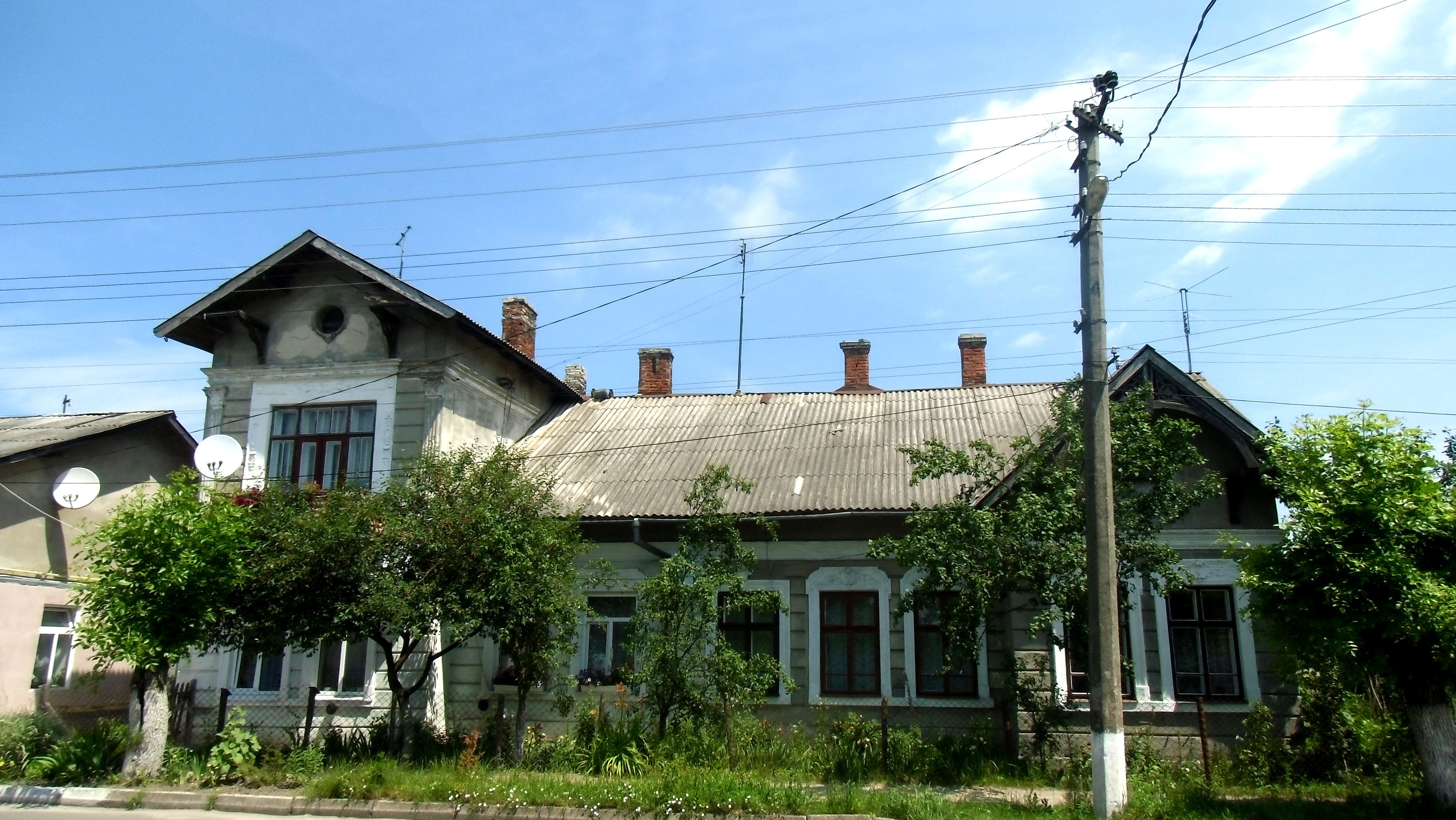
Житловий будинок з флюгером (1896)
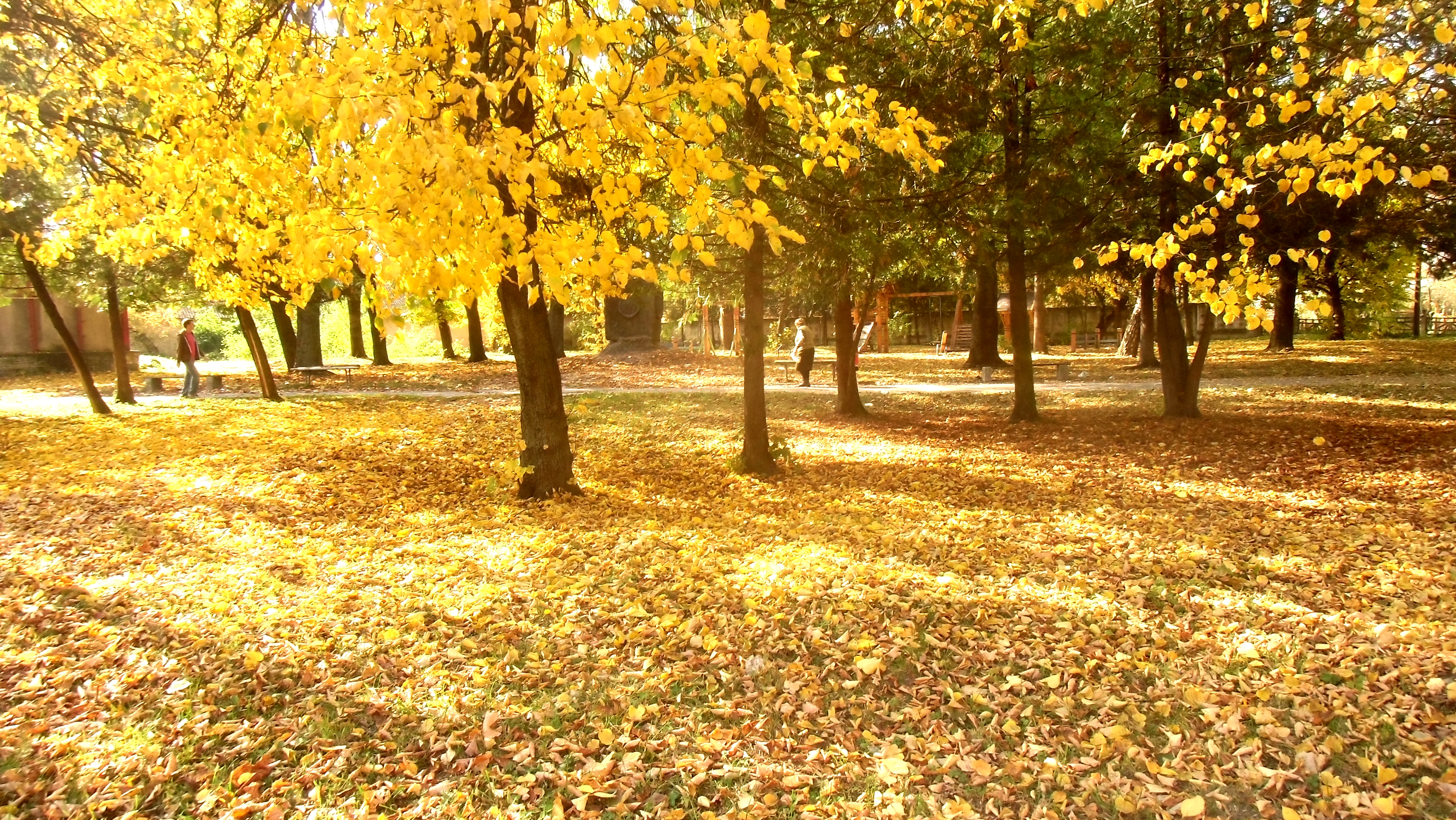
Парк 900-річчя Бродів